# NGC 2348
NGC 2348 est un amas ouvert,, situé dans la constellation du Poisson volant. Il a été découvert par l'astronome britannique John Herschel en 1835.